# Oriska
Oriska è un centro abitato (city) degli Stati Uniti, situato nella Contea di Barnes nello Stato del Dakota del Nord. Nel censimento del 2000 la popolazione era di 128 abitanti. La città è stata fondata nel 1881.

## Geografia fisica
Secondo i rilevamenti dell'United States Census Bureau, la località di Oriska si estende su una superficie di 0,70 km², tutti occupati da terre.

## Popolazione
Secondo il censimento del 2000, a Oriska vivevano 128 persone, ed erano presenti 31 gruppi familiari. La densità di popolazione era di 176,5 ab./km². Nel territorio comunale si trovavano 57 unità edificate. Per quanto riguarda la composizione etnica degli abitanti, il 98,44% era bianco e l'1,56% apparteneva a due o più razze. La popolazione di ogni razza ispanica corrispondeva al 2,34% degli abitanti.
Per quanto riguarda la suddivisione della popolazione in fasce d'età, il 30,2% era al di sotto dei 18, il 10,2% fra i 18 e i 24, il 30,5% fra i 25 e i 44, il 21,2% fra i 45 e i 64, mentre infine il 6,3% era al di sopra dei 65 anni di età. L'età media della popolazione era di 32 anni. Per ogni 100 donne residenti vivevano 128,6 maschi.